# Moyuka Uchijima
| jaar | rang enkelspel | rang dubbelspel |
| ---- | -------------- | --------------- |
| 2017 | 807            | 1261            |
| 2018 | 394            | 850             |
| 2019 | 583            | 262             |
| 2020 | 492            | 240             |
| 2021 | 499            | 312             |
| 2022 | 105            | 124             |
| 2023 | 181            | 145             |
| 2024 | 56             | 114             |

Moyuka Uchijima (Kuala Lumpur, 11 augustus 2001) is een tennisspeelster uit Japan. Uchijima begon met tennis toen zij negen jaar oud was. Haar favoriete ondergrond is hardcourt. Zij speelt rechtshandig en heeft een tweehandige backhand. Zij is actief in het internationale tennis sinds 2017.

## Persoonlijk
Uchijima heeft een Japanse vader en een Maleise moeder. Zij is geboren in Maleisië, waar haar vader enkele jaren werkte. Toen zij acht jaar was, verhuisde zij naar Japan, waar zij een jaar later begon met tennis.

## Loopbaan

### Enkelspel
Uchijima debuteerde in 2017 op het ITF-toernooi van Karuizawa (Japan). Zij stond in 2018 voor het eerst in een finale, op het ITF-toernooi genaamd Kangaroo Cup in Gifu (Japan) – zij verloor van landgenote Kurumi Nara. In 2019 veroverde Uchijima haar eerste titel, op het ITF-toernooi van Hua Hin (Thailand), door de Thaise Mananchaya Sawangkaew te verslaan. In juli 2022 won zij haar zevende ITF-titel op de President's Cup in Nur-Sultan (Kazachstan), waarmee zij binnenkwam op de top 150 van de wereldranglijst. Tot op heden(juli 2025) won zij dertien ITF-titels, de meest recente in 2024 in Madrid (Spanje).
In 2022 speelde Uchijima voor het eerst op een WTA-hoofdtoernooi, op het toernooi van Concord, waar zij als lucky loser tot de hoofdtabel was toegelaten. Haar eerste WTA-partijen won zij in oktober op het WTA-toernooi van Monastir, waar zij onder meer de als vierde geplaatste Petra Martić versloeg, en de kwartfinale bereikte.
Uchijima had haar grandslamdebuut op het Australian Open 2023. Op het WTA-toernooi van Stanford 2023 en op het WTA-toernooi van Antalya 2024 bereikte zij de halve finale.
In mei 2024 won zij drie ITF-titels op rij, gevolgd door haar eerste gewonnen grandslampartij, op Roland Garros, waarmee zij haar entrée tot de top 100 maakte.
In mei 2025 bereikte zij de kwartfinale op het WTA 1000-toernooi van Madrid – door dit resultaat klom zij tot in de top 50.
Haar hoogste notering op de WTA-ranglijst is de 47e plaats, die zij bereikte in mei 2025.

### Dubbelspel
Uchijima was in het dubbelspel minder actief dan in het enkelspel. Zij debuteerde in 2017 op het ITF-toernooi van Kurume (Japan), samen met landgenote Kei Kato. Zij stond in 2019 voor het eerst in een finale, op het ITF-toernooi van Kyoto (Japan), samen met landgenote Eri Hozumi – hier veroverde zij haar eerste titel, door het Taiwanese duo Chen Pei-hsuan en Wu Fang-hsien te verslaan. Tot op heden(juli 2025) won zij elf ITF-titels, de meest recente in 2024 in Trnava (Slowakije).
In 2018 speelde Uchijima voor het eerst op een WTA-hoofdtoernooi, op het Toray Pan Pacific Open, waarvoor zij samen met landgenote Erina Hayashi een wildcard had gekregen. Haar eerste WTA-partijen won zij in 2022 op het toernooi van Concord, samen met de Thaise Peangtarn Plipuech – zij bereikten er de finale, die zij verloren van het koppel Varvara Flink en Coco Vandeweghe.
Bij haar grandslamdebuut op het Australian Open 2023 won zij haar openingspartij, met de Chinese Wang Xinyu aan haar zijde.
In 2024 veroverde Uchijima haar eerste WTA-titel, op het toernooi van Jiujiang, samen met de Chinese Guo Hanyu, door het koppel Katarzyna Piter en Fanny Stollár te verslaan.
In 2025 maakte zij haar entrée tot de top 100 van de wereldranglijst.
Haar hoogste notering op de WTA-ranglijst is de 86e plaats, die zij bereikte in juli 2025.

### Tennis in teamverband
In de periode 2022–2024 maakte Uchijima deel uit van het Japanse Fed Cup-team – zij vergaarde daar een winst/verlies-balans van 8–4.

## Palmares
| Legenda                 |
| ----------------------- |
| Grandslamtoernooi       |
| Olympische Spelen       |
| Year-End Championships  |
| Premier Mandatory       |
| Premier Five / WTA 1000 |
| Premier / WTA 500       |
| International / WTA 250 |
| Challenger / WTA 125    |

### WTA-finaleplaatsen enkelspel
geen

### WTA-finaleplaatsen vrouwendubbelspel
| nr.              | finale     | toernooi     | ondergrond | partner            | tegenstandsters                  | score    |         |
| ---------------- | ---------- | ------------ | ---------- | ------------------ | -------------------------------- | -------- | ------- |
| gewonnen finales |            |              |            |                    |                                  |          |         |
| 1.               | 2024-11-03 | WTA Jiujiang | hardcourt  | Guo Hanyu          | Katarzyna Piter Fanny Stollár    | 7-6, 7-5 | details |
| verloren finales |            |              |            |                    |                                  |          |         |
| 1.               | 2022-08-14 | WTA Concord  | hardcourt  | Peangtarn Plipuech | Varvara Flink Coco Vandeweghe    | 3-6, 6-7 | details |
| 2.               | 2024-09-22 | WTA Hua Hin  | hardcourt  | Eudice Chong       | Anna Danilina Irina Chromatsjova | 4-6, 5-7 | details |

### Gewonnen ITF-toernooien enkelspel
| nr. | finale     | toernooi    | dotatie   | ondergrond | tegenstandster in finale | score         |
| --- | ---------- | ----------- | --------- | ---------- | ------------------------ | ------------- |
| 01. | 2019-10-20 | Hua Hin     | $ 15.000  | hardcourt  | Mananchaya Sawangkaew    | 6-2, 6-4      |
| 02. | 2021-08-29 | Monastir    | $ 15.000  | hardcourt  | Jenna DeFalco            | 7-5, 6-2      |
| 03. | 2021-09-05 | Monastir    | $ 15.000  | hardcourt  | Ingrid Gamarra Martins   | 6-1, 6-4      |
| 04. | 2021-12-26 | Pune        | $ 25.000  | hardcourt  | Diāna Marcinkēviča       | 6-2, 7-5      |
| 05. | 2022-02-20 | Porto       | $ 25.000  | hardcourt  | Léolia Jeanjean          | 6-3, 6-1      |
| 06. | 2022-03-27 | Canberra    | $ 60.000  | gravel     | Olivia Gadecki           | 6-2, 6-2      |
| 07. | 2022-07-24 | Nur-Sultan  | $ 60.000  | hardcourt  | Natalija Stevanović      | 6-3, 7-6      |
| 08. | 2023-12-31 | Navi Mumbai | $ 40.000  | hardcourt  | Jekaterina Makarova      | 6-4, 6-1      |
| 09. | 2024-01-28 | Pune        | $ 50.000  | hardcourt  | Tina Nadine Smith        | 6-4, 6-0      |
| 10. | 2024-04-14 | Zaragoza    | $ 100.000 | gravel     | Jéssica Bouzas Maneiro   | 6-1, 6-2      |
| 11. | 2024-05-05 | Gifu        | $ 100.000 | hardcourt  | Arina Rodionova          | 6-3, 6-3      |
| 12. | 2024-05-12 | Trnava      | $ 75.000  | gravel     | Mona Barthel             | 7-6, 6-3      |
| 13. | 2024-05-19 | Madrid      | $ 100.000 | gravel     | Leyre Romero Gormaz      | 5-7, 6-4, 7-5 |

## Resultaten grandslamtoernooien
| Legenda | Legenda                          |
| ------- | -------------------------------- |
| g.t.    | geen toernooi gehouden           |
| l.c.    | lagere categorie                 |
| –       | niet deelgenomen                 |
| G       | uitgeschakeld in de groepsfase   |
| 1R      | uitgeschakeld in de eerste ronde |
| 2R      | uitgeschakeld in de tweede ronde |
| 3R      | uitgeschakeld in de derde ronde  |
| 4R      | uitgeschakeld in de vierde ronde |
| KF      | uitgeschakeld in de kwartfinale  |
| HF      | uitgeschakeld in de halve finale |
| F       | de finale verloren               |
| W       | het toernooi gewonnen            |
| w-v     | winst/verlies-balans             |

### Enkelspel
| toernooi        | 2023 | 2024 | 2025 |
| --------------- | ---- | ---- | ---- |
| Australian Open | 1R   | –    | 2R   |
| Roland Garros   | –    | 2R   | 1R   |
| Wimbledon       | –    | 1R   | 1R   |
| US Open         | –    | 2R   |      |

### Vrouwendubbelspel
| toernooi        | 2023 | 2024 | 2025 |
| --------------- | ---- | ---- | ---- |
| Australian Open | 2R   | –    | 1R   |
| Roland Garros   | –    | –    | 2R   |
| Wimbledon       | –    | 1R   | 1R   |
| US Open         | –    | 1R   |      |